# 1596 a tudományban
Az 1596. év a tudományban és a technikában.

## Események
- A paradicsomot behozzák Európába.

## Matematika
- Ludolph van Ceulen 35 tizedes pontossággal kiszámolja a pi értékét.

## Csillagászat
- Johannes Kepler kiadja a Mysterium Cosmographicumot.
- Felfedezik az első periodikus változót.
- David Fabricius észleli a Cet csillagképet.

## Születések
- március 31. - René Descartes polihisztor († 1650)

## Halálozások
- Cardanus Hieronymus olasz matematikus, orvos
- szeptember 15. Leonhard Rauwolf (született 1535 vagy 1540), botanikus és fizikus.